# Clinlife
ClinLife ist ein als Internetportal betriebenes kommerzielles Dienstleistungsangebot des Unternehmens Clariness, die auf diesem Wege Studienzentren bei der Patientenrekrutierung für klinische Studien unterstützt. Interessierte gesunde Probanden sowie Patienten, die entweder an einer noch nicht behandelbaren Krankheit leiden oder die mit ihrer gegenwärtigen Therapie unzufrieden sind, können sich bei ClinLife registrieren und erhalten detaillierte Studieninformationen, auf deren Basis sie sich gegebenenfalls als Teilnehmer bewerben können.
ClinLife ist Angaben von Clariness zufolge das größte europäische Portal seiner Art und darüber hinaus auch auf dem nordamerikanischen Markt vertreten. Das Portal wurde im Dezember 2005 eröffnet mit dem Ziel, die Voraussetzungen für die Durchführung von klinischen Studien zu verbessern, zum Vorteil sowohl für Patienten als auch für Forschungsunternehmen. Das Angebot von ClinLife ist für die Studieninteressenten kostenlos und wird über Verträge mit den auftraggebenden Forschungsunternehmen und -instituten finanziert. Clariness hat seinen Hauptsitz in Zürich und Niederlassungen in Großbritannien, Deutschland und den USA.

## Geschichte
Die große Mehrheit der klinischen Studien benötigt – bedingt durch einen Mangel an Patienten – bis zum Abschluss mehr Zeit als geplant. Dadurch verzögert sich die Arzneimittelentwicklung und Betroffene erhalten Zugang zu neuen und effektivere Behandlungsmethoden mit Verspätung. In den USA hatte der Food and Drug Administration Modernization Act bereits 1997 das NIH zur Einrichtung eines öffentlichen klinischen Studienregisters verpflichtet, das im Jahr 2000 als ClinicalTrials.gov online ging und international verwendet wird. Die verwendete Sprache ist dabei Englisch.
2005 beschloss eine Gruppe von Ärzten und Webentwicklern die Einrichtung einer Internetplattform zur einfachen Vermittlung zwischen Probanden, Patienten und Prüfzentren. Zu dem Zeitpunkt gab es in Deutschland, Österreich oder der Schweiz keine an Patienten gerichtete zentrale Datenbank für klinische Studien.  Es war weder für die Studienzentren möglich, ihre Studien in einem zentralen, ständig aktualisierten deutschsprachigen Register zu veröffentlichen, noch konnten Patienten und Probanden im Internet leicht verständliche Informationen über klinische Studien auf Deutsch beziehen.
Im Dezember 2005 ging Klinische Forschung Deutschland mit einer Diabetes-Studie, die in Berlin-Charlottenburg durchgeführt wurde, in den produktiven Betrieb. Der erste Einsatz war erfolgreich, da viele Patienten, die sich auf dem Portal über diese Studie informiert hatten, später an der Studie teilnahmen. Aufgrund dieser ersten positiven Erfahrung wurde das Angebot von Klinische Forschung Deutschland im Jahr 2006 auf ganz Deutschland ausgeweitet. Ein paar Monate später war Klinische Forschung Deutschland auch in Österreich und in der deutschsprachigen Schweiz verfügbar. Im Jahr 2007 wurde der ursprüngliche Name des Portals von Klinische Forschung Deutschland in ClinLife umbenannt und das zugrundeliegende Content-Management-System für den multilingualen Einsatz optimiert. Im selben Jahr wurden in Großbritannien erste Studien veröffentlicht und potenzielle Studienteilnehmer bei der Kontaktaufnahme unterstützt.
2008 expandierte ClinLife erneut. Die Plattform wurde nun auf Belgien, Tschechien, Frankreich, Italien, die Niederlande, Polen und Portugal ausgeweitet. Am Ende des Jahres 2008 hatte ClinLife mehr als 1 Million Besucher. Im Jahr 2009 weitete ClinLife seine Plattform in die USA und nach Kanada aus. Kurz danach kamen Ungarn und die Türkei hinzu. Nach Angaben von Clariness wurden mehr als 600 klinische Studien in über 60 Indikationsgebieten seit der Gründung publiziert und mehr als 30.000 potenzielle Studienteilnehmer an die Studienzentren vermittelt.

## Gegenwärtige Lage
Im Jahr 2010 war ClinLife in 11 Sprachen und 16 Ländern verfügbar und hat 120.000 aktive Mitglieder. Das Portal liefert allgemeine Informationen über Krankheitsbilder und über klinische Studien, veröffentlicht spezifische Studien und gibt Auskunft über Ziel und Bedeutung einer jeden Studie, über Arbeitsweisen und ethische Grundsätze. Eine Suchfunktion unterstützt sowohl gesunde Probanden als auch Patienten bei der Suche nach klinischen Studien zu einem spezifischen Krankheitsbild in einer bestimmten Region. Mit einem Online-Fragebogen werden die Studienbewerber im Bewerbungsprozess auf die Erfüllung der Teilnahmekriterien geprüft. Danach können sie sich wahlweise automatisch an ein Studienzentrum weiterleiten lassen. Ein Newsletter-Service informiert die Mitglieder regelmäßig via E-Mail über für sie passende neue Studien.